# Louisa Lawson
Ne doit pas être confondu avec Louise Lawson.
Louisa Lawson, née Albury (17 février 1848 – 12 août 1920), était une écrivain, poète, éditrice, suffragiste et féministe australienne. Elle est la mère du poète Henry Lawson.

## Jeunesse
Louisa Albury est née le 17 février 1848 à Guntawang, un village proche de Gulgong en Nouvelle Galles du Sud. Fille de Henry Albury et Harriet Winn, elle est la seconde dans une famille de douze enfants qui a des difficultés financières, et comme beaucoup de fille à cette époque, elle quitte l'école à treize ans.
Le 7 juillet 1866, alors âgée de dix-huit ans, elle se marie avec Niels Larsen (qui change son nom pour Peter Lawson), un matelot Norvégien, à Mudgee, en Nouvelle Galles du Sud. Son mari était souvent absent, occupé par l'exploitation de mines d'or ou à travailler avec son beau-père, la laissant s'occuper seule de leurs quatre enfants: Henry (1867), Lucy (1869), Jack (1873) et Poppy (1877), le jumeau de Tegan qui est mort à huit mois. Louisa a été profondément affectée par la perte du plus jeune pendant des années et a laissé délaissé la responsabilité des autres enfants à l'ainé, Henry. Cela a causé à Henry beaucoup de ressentiment envers sa mère et les deux se sont souvent disputé. En 1882 la famille déménage à Sydney où elle s'occupe de maisons de pension.

## Editrice
Lawson utilise l'argent qu'elle économie pour acheter des parts dans le journal pro-federation The Republican en 1887. Avec son fils Henry, elle édite The Republicain en 1887-1888, qui est imprimé chez elle. 
Grâce à ce qu'elle a gagné et à son expérience avec The Republicain, Lawson a pu éditer et publier The Dawn, le premier journal australien produit uniquement par des femmes, qui a été distribué dans toute l'Australie et même à l'étranger. The Dawn contient une perspective féministe forte et traite souvent de problématiques comme par exemples le droit de vote des femmes, l'éducation des femmes, l'économie, la violence domestique et la temperance. The Dawn était publié mensuellement depuis ses débuts jusqu'en 1905, à son apogée il employait 10 femmes. Le fils de Lawson, Henry, a aussi contribué avec son premier livre, Short Stories in Prose and Verse
.
Vers 1904, Louisa publie son propre livre, Dert and Do, une histoire de 18'000 mots . En 1905, elle collectionne et publie ses propres vers, The Lonely Crossing and other Poems. Il est vraisemblable que Louisa ait eu une grande influence sur les productions littéraires de son fils à ses débuts.

## Suffragiste
En 1889 Lawson fonde The Dawn Club, qui devient très populaire dans le mouvement du suffrage à Sydney. En 1891, la Ligue pour le droit de vote des femmes de la Nouvelle-Galles du Sud, est formé pour défendre le suffrage des femmes et Lawson a permis à cette association d'utiliser le lieu de travail du The Dawn afin d'imprimer des pamphlets et des textes, gratuitement. Lorsque le droit de vote fut accordé aux femmes, en 1902, avec le passage en Nouvelle-Galles du Sud du Womanhood Suffrage Bill, Lawson fut présenté aux membres du parlement comme "la mère du suffrage en Nouvelle-Galles du Sud".

## Fin de vie
Lawson prend sa retraite en 1905 mais continue d'écrire pour les journaux de Sydney et publie une collection de 53 poèmes (en). Elle décède le jeudi 12 août 1920, alors âgée de 72 ans, après une longue période de maladie dans un hôpital psychiatrique. Elle est enterrée le 14 août 1920 dans le cimetière de Rookwood, le même que celui de ses parents.